# روجر جيلارد
روجر جيلارد (بالفرنسية: Roger Gaillard)‏ (و. 1893 – 1970 م) هو ممثل، من فرنسا، توفي عن عمر يناهز 77 عاماً.

## وصلات خارجية
- روجر جيلارد على موقع IMDb (الإنجليزية)
- روجر جيلارد على موقع ألو سيني (الفرنسية)
- روجر جيلارد على موقع أول موفي (الإنجليزية)
- روجر جيلارد على موقع قاعدة بيانات الأفلام السويدية (السويدية)
- روجر جيلارد على موقع كينوبويسك (الروسية)